# كجلة صفراء
كجلة صفراء (الاسم العلمي:Kigelia lutea) هي نوع غير مؤكد من النباتات يتبع جنس الكجلة من الفصيلة البنيونية.